# Тяпушкін Дмитро Альбертович
Дмитро Альбертович Тяпушкін (нар. 6 листопада 1964, м.Вольськ, Саратовська область, СРСР) — український футболіст, голкіпер, тренер.

## Біографія
Дмитро Тяпушкін народився в Саратовській області, у місті Вольськ. На вищому рівні виступав за харківський «Металіст», тернопільську «Ниву», московські «Спартак», ЦСКА і «Динамо».
У 2005—2008 роках працював тренером дубля ЦСКА. У 2009 році — тренер по роботі з воротарями ФК МВС Росії. У 2010 році — тренер по роботі з воротарями в ФК «Салют» (Бєлгород). З червня 2011 по листопад 2012 — тренер «Крил Рад», в тренерському штабі Андрія Кобелєва відповідав за підготовку голкіперів. З 10 червня став тренером воротарів у ФК «Мордовія».

## Збірна України
За збірну України зіграв 7 матчів і пропустив 11 голів . Дебютував 15 березня 1994 року в матчі зі збірною Ізраїлю.

## Досягнення
- Чемпіон Росії 1994 року в складі «Спартака».
- «Голкіпер року»: 1997
- Переможець першого дивізіону Росії 2000.